# 洪殿街道

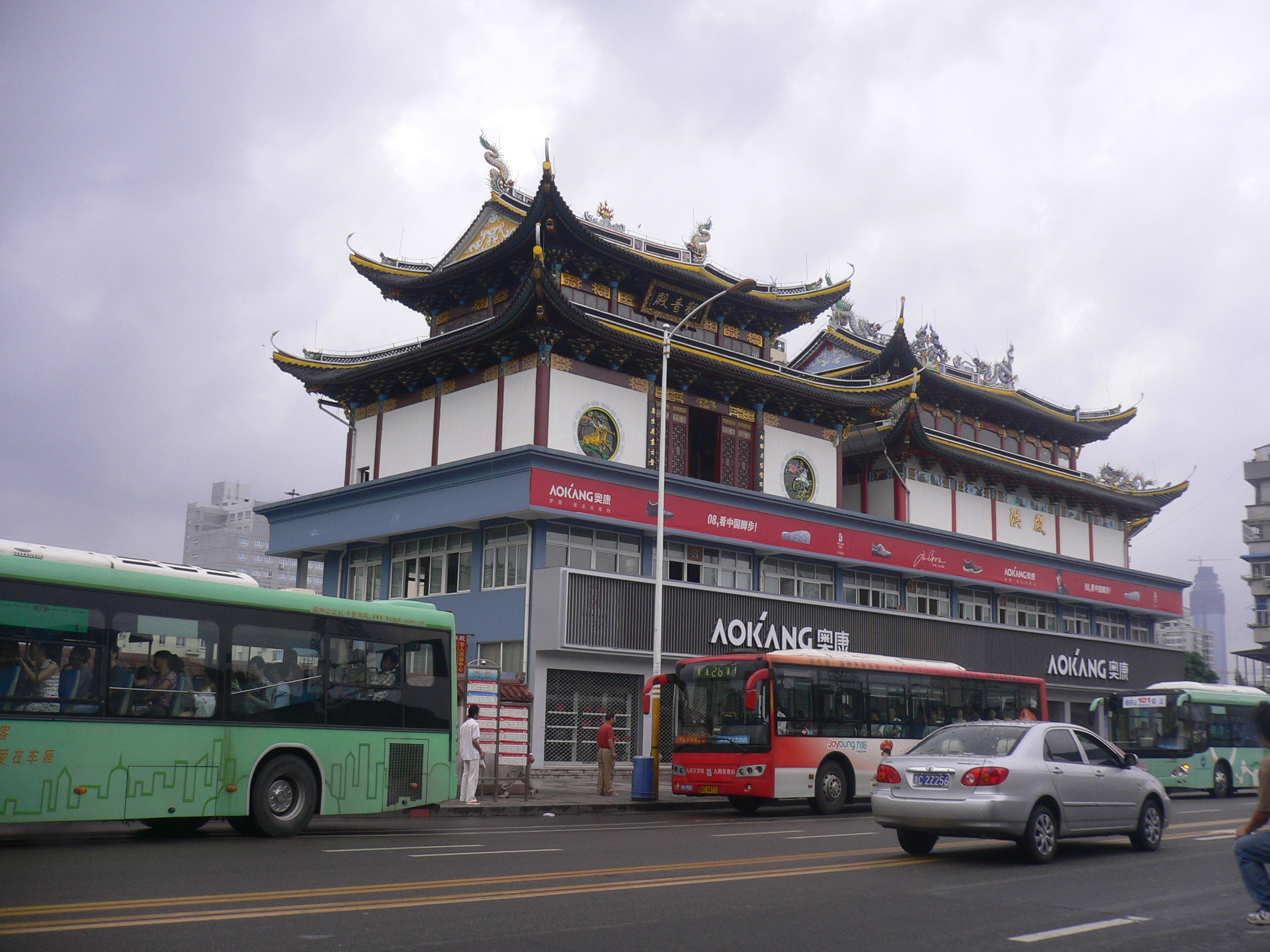
新洪殿

洪殿街道是中国浙江省温州市鹿城区下辖的一个街道办事处，面积3.17平方千米，人口1.80万人。办事处驻洪殿北路，邮编：325003。辖筲箕涂、洪殿、夏屋、黎明侨村、灰桥、东游路、上陡门、浦东、浦江、航标10个居民区，黎一　黎二2个行政村。 。